# Mannophryne
Mannophryne  (лат.) — род бесхвостых земноводных, обитающих в Южной Америке. Ранее относился к семейству древолазов, в 1992 году перенесён в семейство Aromobatidae.

## Описание
Общая длина представителей этого рода колеблется от 2,5 до 5 см по строению во многом похожи на представителей семейства древолазов, отличаются лишь отсутствие яда в кожных железах. Голова умеренного размера, глаза большие. На пальцах расположены узкие диски-присоски. 
Окраска коричневая с разными оттенками, по бокам или на спине проходят светлые полосы. Брюхо однотонное.

## Образ жизни
Населяют скалы, ущелья, карстовые пещеры, влажные тропические леса. Ведут преимущественно древесный образ жизни. Активные ночью, питаются беспозвоночными.

## Размножение
Это яйцекладущие земноводные.

## Распространение
Обитают в Венесуэле и на островах Тринидад и Тобаго.

## Классификация
На февраль 2023 года в род включают 20 видов:
- Mannophryne caquetio Mijares-Urrutia & Arends-R., 1999
- Mannophryne collaris (Boulenger, 1912) — Ошейниковый древолаз
- Mannophryne cordilleriana La Marca, 1994
- Mannophryne herminae (Boettger, 1893)
- Mannophryne lamarcai Mijares-Urrutia et Arends-R., 1999
- Mannophryne larandina (Yustiz, 1991)
- Mannophryne leonardoi Manzanilla et al., 2007
- Mannophryne molinai Rojas-Runjaic, Matta-Pereira, & La Marca, 2018
- Mannophryne neblina (Test, 1956) — Доверчивый древолаз
- Mannophryne oblitterata (Rivero, 1984)
- Mannophryne olmonae (Hardy, 1983) — Тобагский древолаз
- Mannophryne orellana Barrio-Amoros et al., 2010
- Mannophryne riveroi (Donoso-Barros, 1965) — Древолаз Риверо
- Mannophryne speeri La Marca, 2009
- Mannophryne trinitatis (Garman, 1888) — Полосатогрудый древолаз
- Mannophryne trujillensis Vargas Galarce et La Marca, 2007
- Mannophryne urticans Barrio-Amoros et al., 2010
- Mannophryne venezuelensis Manzanilla et al., 2007
- Mannophryne vulcano Barrio-Amoros et al., 2010
- Mannophryne yustizi (La Marca, 1989)